# Yūta Someya
Yūta Someya (jap. 染谷 悠太 Someya Yūta; ur. 30 września 1986) – japoński piłkarz występujący na pozycji obrońcy. Obecnie występuje w Kyoto Sanga F.C..

## Kariera klubowa
Od 2009 roku występował w klubach Kyoto Sanga F.C. i Cerezo Osaka.